# Turn the Radio Off
Turn the Radio Off è il secondo album in studio del gruppo musicale statunitense Reel Big Fish, pubblicato nel 1996.

## Tracce
1. Sell Out – 3:47 (Aaron Barrett, Scott Klopfenstein)
2. Trendy – 2:23 (Barrett, Matt Wong, Grant Barry)
3. Join the Club – 3:26 (Barrett, Tavis Werts)
4. She Has a Girlfriend Now (feat. Monique Powell) – 3:05 (Barrett, Klopfenstein)
5. Snoop Dog, Baby – 3:26 (Barrett, Andrew Gonzales, Werts)
6. Beer – 3:30 (Barrett)
7. 241 – 2:40 (Reel Big Fish)
8. Everything Sucks – 2:41 (Barrett, Werts, Klopfenstein)
9. S.R. – 1:26 (Barrett)
10. Skatanic – 3:15 (Barrett, Gonzales, Werts, Wong)
11. All I Want is More – 3:03 (Barrett, Wong, Adam Polakoff)
12. Nothin' – 2:21 (Barrett)
13. Say 'Ten' – 2:11 (Barrett)
14. I'll Never Be... – 3:15 (Barrett, Gonzales, Polakoff)
15. Alternative, Baby – 2:57 (Barrett, Robert Quimby, Gonzales, Polakoff)
16. Cool Ending (Hidden track) – 3:57 (Barrett)

## Formazione
- Aaron Barrett – chitarra, voce
- Matt Wong – basso
- Andrew Gonzales – batteria
- Grant Barry – trombone
- Scott Klopfenstein - tromba, voce
- Dan Regan – trombone
- Tavis Werts – tromba